# فیرویو، شهرستان داچس، نیویورک
فیرویو (به انگلیسی: Fairview) یک منطقهٔ مسکونی در ایالات متحده آمریکا است که در شهرستان داچس، نیویورک واقع شده‌است. فیرویو ۹٫۲ کیلومتر مربع مساحت و ۵٬۵۱۵ نفر جمعیت دارد و ۶۷٫۰۶ متر بالاتر از سطح دریا واقع شده‌است.